# 내촌중학교 (경기)
내촌중학교(內村中學校)는 대한민국 경기도 포천시 내촌면 음현리에 있는 공립 중학교이다.

## 학교 연혁
- 1979년 1월 6일 : 내촌중학교 9학급 승인
- 1979년 3월 1일 : 초대 방교주 교장 취임
- 2004년 10월 18일 : 일반교실(4실), 특별교실(7실), 냉난방기 설치
- 2007년 3월 2일 : 연구시범학교 지정
- 2013년 5월 29일 : 인조잔디구장 완공
- 2016년 12월 23일 : 도서실 환경정비
- 2018년 11월 15일 : 2019년 혁신학교 지정
- 2019년 3월 11일 : 실내체육실 리모델링
- 2022년 10월 31일 : 혁신학교 재지정(2023 ~ 2026)
- 2024년 3월 1일 : 제20대 김경호 교장 취임

## 참고 자료
- 내촌중학교 - 한국교육학술정보원 학교알리미